# Classe Type 1936B
La classe Type 1936B est une classe de cinq destroyers de la Kriegsmarine construite durant la Seconde Guerre mondiale. Tous les navires ont été construits au chantier naval Deutsche Schiff- und Maschinenbau AG de Brême.
Les classes de destroyers allemands (en allemand Flottentorpedoboot) sont généralement connus par l'année de leur conception. Les destroyers de classe Narvik ne sont connus que par leur numéro de coque.

## Conception
Les destroyers de Type 1936B sont peu différents de ceux de classe Type 1936A. Seule l'artillerie lourde revient à l'emploi de tourelles simples montées d'un seul canon de 127 mm avec un champ de tir à 360°.
Servant aussi de mouilleur de mines, ils emportaient jusqu'à 76 mines.

## Service
Les Z35 et Z36 ont été perdus sur mines dans le golfe de Finlande après [Quoi ?] tandis que le Z43 a été sabordé peu avant la fin de la guerre. 
Les Z40, 41 et 42, prévus en construction à l'Arsenal Germania de Kiel n'ont jamais été commencés.
Les Z44 et Z45 n'ont jamais été terminés et ont été mis au rebut.

## Les unités
| Nom | Quille            | Lancement         | Sort                             |
| --- | ----------------- | ----------------- | -------------------------------- |
| Z35 | 6 juin 1941       | 22 septembre 1943 | coulé le 12 décembre 1944        |
| Z36 | 15 septembre 1941 | 19 février 1944   | coulé le 12 décembre 1944        |
| Z40 |                   |                   |                                  |
| Z41 |                   |                   |                                  |
| Z42 |                   |                   |                                  |
| Z43 | 1er mai 1942      | 24 mars 1944      | Sabordé le 3 mai 1945            |
| Z44 | juillet 1942      | 24 mars 1944      | non mis en service. Mis au rebut |
| Z45 | septembre 1942    | non terminé       | Mis au rebut                     |